# Mobilizon
Mobilizon jest otwartym oprogramowaniem do planowania wydarzeń i zarządzania grupą, uruchomionym w październiku 2020.
Mobilizon jest częścią Fediwersum, działa na zasadzie rozproszonych instancji serwerów. Do komunikacji pomiędzy serwerami wykorzystywany jest protokół ActivityPub.
Sieć składa się z 77 instancji, z której najpopularniejszą jest mobilizon.fr, która na 31.01.2025 posiada 11491 użytkowników. Istnieje polska instancja serwera mobilizon.pl .